# Q'orianka Kilcher
Q'orianka Kilcher est une actrice, chanteuse et militante politique germano-américaine, née le 11 février 1990 à Schweigmatt, en Allemagne de l'Ouest. Elle est principalement connue pour avoir joué le rôle de Pocahontas dans le film Le Nouveau Monde, de Terrence Malick.

## Biographie

### Enfance
Q'orianka Waira Qoiana Kilcher est née à Schweigmatt, en Allemagne de l'Ouest, le 11 février 1990. Son prénom Q'orianka signifie « aigle d'or » en quechua.
Son père est un artiste péruvien d'ascendance quechua et harakmbet.
Sa mère Saskia Kilcher, d'origine suisse-allemande, née en Alaska et élevée en Suisse, est une militante active pour les droits de l'homme. Le père de Saskia, donc le grand-père de Q'orianka, était Ray Genet, alpiniste américain décédé en 1979 sur le mont Everest.
Q'orianka est la cousine de la chanteuse Jewel.
Elle parle l'anglais, un peu l'allemand et un tout petit peu d'algonquin (qu'elle a appris pendant le tournage du Nouveau Monde).

### Carrière
Q'orianka Kilcher est révélée au grand public en interprétant le rôle de Pocahontas, dans le film Le Nouveau Monde, où elle partage notamment l'affiche avec Colin Farrell et Christian Bale. Ce qui a intéressé Q'orianka Kilcher dans le rôle de Pocahontas serait « son cœur, son courage, et puis aussi son combat intérieur, puisqu'elle voyage entre deux cultures ». Kilcher, alors âgée de seize ans, réalise une partie importante de la promotion du film, comme au festival de Berlin, où le réalisateur Terrence Malick ainsi que les deux acteurs masculins principaux étaient absents.
Elle fait aussi quelques apparitions dans la série Sons of Anarchy de Kurt Sutter.
Lors d'une interview destinée au média Konbini consacrée à l'exposition "L'art de James Cameron" à La Cinémathèque Française, ce dernier révèle qu'elle a servi d'inspiration lors de l'élaboration du character design de Neytiri. Il dit notamment d'un croquis déterminant du design des Na'vis : « l'origine de ce dessin est une photo dans le "LA Times" pour la promotion du "Nouveau Monde". C'est le bas de son visage. Je l'ai rencontrée des années plus tard et je lui ai donné une copie signée qu'elle a accroché au dessus de sa cheminée. Elle n'a pas inspiré le personnage, mais je voulais montrer que les traits d'une personne pouvait ressortir dans le personnage. C'était important, car dès qu'on a casté Zoé [Saldana], Neytiri s'est mise à lui ressembler.»

### Engagements politiques
Q'orianka Kilcher est très engagée dans les causes humanitaires et écologistes. Elle milite pour les droits des autochtones du Pérou (son père est péruvien d'origine quechua), ce qui la conduit en 2010 à s'enchaîner aux grilles de la Maison Blanche pour protester contre la visite officielle du président Alan García. Également en 2010, elle participe  comme oratrice à la Conférence mondiale des peuples contre le changement climatique, qui se tient à Cochabamba.

## Filmographie

### Films
| Année | Film                   | Rôle                           | Réalisateur(s)                     |
| ----- | ---------------------- | ------------------------------ | ---------------------------------- |
| 2000  | Le Grinch              | Little Choir Member            | Ron Howard                         |
| 2005  | Le Nouveau Monde       | Pocahontas/Rebecca             | Terrence Malick                    |
| 2009  | Princess Kaʻiulani     | Princesse Ka'iulani            | Marc Forby                         |
| 2009  | The People Speak       | Elle-même                      | Tony Sacco                         |
| 2011  | Shouting Secrets       | Pinti                          | Korinna Sehringer                  |
| 2013  | The Power of Few       | Alexa                          | Leone Marucci                      |
| 2013  | Running Deer           | Rayen                          | Brent Ryan Green                   |
| 2013  | Blaze You Out          | Demi                           | Mateo Frazier, Diego Joaquin Lopez |
| 2015  | Sky                    | Missy                          | Fabienne Berthaud                  |
| 2016  | Te Ata                 | Mary "Te Ata" Frances Thompson | Nathan Frankowski                  |
| 2016  | Unnatural (Maneater)   | Lily                           | Hank Braxtan                       |
| 2017  | The Vault              | Susan Cromwell                 | Dan Bush                           |
| 2017  | Hostiles               | Elk Woman                      | Scott Cooper                       |
| 2019  | Dora et la Cité perdue | Kawillaka                      | James Bobin                        |
| 2019  | Color Out of Space     | Mayor Tooma                    | Richard Stanley                    |
| 2022  | Dog                    | Niki                           | Reid Carolin et Channing Tatum     |

- 2024 : The Life of Chuck de Mike Flanagan : Ginny Krantz
- 2024 : The Unholy Trinity de Richard Gray

### Télévision
| Année(s) | Film                                        | Rôle                | Notes       |
| -------- | ------------------------------------------- | ------------------- | ----------- |
| 2002     | Madison Heights                             | Maria Betancourt    | 1 épisode   |
| 2010     | Sons of Anarchy                             | Kerrianne Telford   | 4 épisodes  |
| 2011     | Neverland (Peter Pan et le Pays Imaginaire) | Aaya                | partie 1-2  |
| 2012     | Adolescentes en sursis                      | Caroline            | [ 18 ]      |
| 2013     | The Birthday Boys                           | Belle indigène      | 1 épisode   |
| 2018     | L'Aliéniste                                 | Mary Palmer         | 10 épisodes |
| 2024     | Yellowstone                                 | Angela Blue Thunder | 8 épisodes  |

## Distinctions

### Nominations et récompenses
| Année | Organisation                              | Catégorie                                     | Film                               | Résultat   |
| ----- | ----------------------------------------- | --------------------------------------------- | ---------------------------------- | ---------- |
| 2005  | NBR Awards                                | Meilleure performance féminine                | Le Nouveau Monde                   | Lauréat    |
| 2005  | WAFCA Award                               | Meilleure performance                         | Le Nouveau Monde                   | Nomination |
| 2006  | ALMA Awards                               | Meilleure actrice                             | Le Nouveau Monde                   | Lauréat    |
| 2006  | Broadcast Film Critics Association Awards | Meilleure jeune actrice                       | Le Nouveau Monde                   | Nomination |
| 2006  | Critics Choice Awards                     | Meilleure jeune actrice                       | Le Nouveau Monde                   | Nomination |
| 2006  | CFCA Awards                               | Performance prometteuse                       | Le Nouveau Monde                   | Nomination |
| 2006  | OFCS Awards                               | Meilleure performance                         | Le Nouveau Monde                   | Lauréat    |
| 2006  | Young Artist Awards                       | Meilleure performance dans un film historique | Le Nouveau Monde                   | Nomination |
| 2013  | Hollywood Music in Media Awards           | Meilleure chanson dans un film documentaire   | Free China: The Courage to Believe | Lauréat    |